# Antonin Koutouan
Nantcho Antonin Koutouan, auch Tony genannt (* 11. November 1983 in Abidjan), ist ein ivorischer Fußballspieler. Der 169 cm große Spieler spielt als linker Außenstürmer.

## Werdegang

### Vereinsstationen
Seine Karriere begann in der Fußballakademie ASEC Abidjan. Er folgte einem Angebot von Al-Wahda in die V.A.E. Im Folgejahr wurde er an den französischen Zweitligisten FC Lorient und 2005 für ein Jahr zum Grenoble Foot 38 ausgeliehen. Schließlich verkaufte ihn seine Mannschaft 2007 an den Lokal-Konkurrenten Al-Jazeera. Nachdem er dort bis 2011 unter Vertrag stand, wechselte er zu Baniyas SC, wo er jedoch nur von Juli bis Dezember unter Vertrag stand. 2013 gehörte er erneut zum Kader des FC Lorient.

### Nationalmannschaft
Er nahm mit der Junioren-Nationalmannschaft seines Landes unter anderem bei der Junioren-WM 2003 teil. Mit der Männerauswahl können zwei Spiele im Jahr 2001 nachgewiesen werden.